# Lohärads landskommun
Lohärads landskommun var en tidigare kommun i Stockholms län.

## Administrativ historik
Landskommunen bildades 1863 ur Lohärads socken i Lyhundra härad i Uppland. Vid kommunreformen 1952 uppgick denna landskommun i Lyhundra landskommun som 1971 uppgick i Norrtälje kommun.

## Politik

### Mandatfördelning i Lohärads landskommun 1938–1946
| 6 | 14 |

| 20 |

| 5 | 13 | 2 |

| 20 |

| 3 | 5 | 12 |

| 20 |